# 烏山バイパス
烏山バイパス（からすやまバイパス）は、栃木県那須烏山市内を通る国道294号のバイパスである。

## 概要
烏山市街北部の旧道を迂回するバイパスで、バイパス開通当初は起点である旭交差点が直角交差点になっていた。それまで野上交差点を左折して中央交差点を右折・旭交差点を左折するルートだった国道294号が、平成29年3月14日に野上交差点を右折して旭交差点につながる那須烏山市道を組み込む形で経路が変更された。これにより那須烏山市内での当国道の右左折が解消され、当国道を終点としていた烏山停車場線が旭交差点まで延長指定された。
- 起点：栃木県那須烏山市中央（旭交差点）
- 終点：栃木県那須烏山市滝田（滝田大橋交差点）
- 車線数：片側1車線
- 総距離：3.3 km
- 幅員：11.5 m
- 総事業費：50億円

## 沿革
- 1983年（昭和58年）：事業着手。
- 1992年（平成4年）：山あげ大橋竣工。[2]
- 1997年（平成9年）：全線開通。

## 橋梁
- 山あげ大橋
  - 延長：246.3 m
- 滝田大橋
  - 延長：165 m[2]

## 交差する道路
- 栃木県道12号那須烏山御前山線（旭交差点）
- 栃木県道27号那須黒羽茂木線（旭交差点 - 興野大橋西交差点・重複）
- 栃木県道102号烏山停車場線（旭交差点）
- 栃木県道10号宇都宮那須烏山線（興野大橋西交差点）